# Cassius Ionescu-Tulcea
Cassius Tocqueville Ionescu-Tulcea (* 14. Oktober 1923 in Bukarest; † 6. März 2021 in Chicago) war ein rumänisch-US-amerikanischer Mathematiker, der sich mit der Wahrscheinlichkeitstheorie, Statistik und Analysis befasste.
Ionescu-Tulcea erhielt 1946 sein Diplom an der Universität Bukarest, war ab 1952 Professor in Bukarest, war ab 1957 an der Yale University und wurde 1959 bei Einar Hille in Yale promoviert (Semi-Groups of Operators). Ab 1959 war er Gastprofessor in Yale und ab 1961 Associate Professor an der University of Pennsylvania. 1964 wurde er Professor an der University of Illinois at Urbana-Champaign und 1966 Professor an der Northwestern University.
Von 1956 bis 1969 war er mit seiner ehemaligen Studentin, der ebenfalls aus Rumänien stammenden Mathematikerin Alexandra Bellow (früher Alexandra Ionescu-Tulcea), verheiratet. Beide entwickelten in den 1960er Jahren die von John von Neumann initiierte Lifting Theory in der Funktionalanalysis mit Anwendungen in der Wahrscheinlichkeitstheorie. Der Satz von Ionescu-Tulcea, ein wichtiger Existenzsatz für zeitdiskrete Stochastische Prozesse, ist nach ihm benannt (1949). Er befasste sich auch mit mathematischer Spieltheorie und mathematischen Wirtschaftswissenschaften. Er schrieb mehrere Lehrbücher und auch Bücher über Blackjack.
1957 erhielt er den Preis der Rumänischen Akademie der Wissenschaften. Zu seinen Doktoranden gehörte Robert Langlands.

## Schriften
- A book on Casino Blackjack, Van Nostrand 1982
- mit Virginia L. Graham: A book on casino gambling: written by a mathematician and a computer expert, 1976, 2. Auflage, Van Nostrand 1978
- A book on casino craps, other dice games & gambling systems, Van Nostrand 1981
- mit Robert G. Bartle: Calculus, Scott Foresman 1968
- mit Robert G. Bartle: An introduction to Calculus, Scott Foresman 1968
- mit Robert G. Bartle: Honors Calculus, Scott Foresman 1970
- mit William W. Fairchild: Topology, Philadelphia: Saunders 1971
- mit William W. Fairchild: Sets, Saunders 1970
- mit Alexandra Ionescu-Tulcea: Topics in the theory of Lifting, Springer Verlag 1969